# The Fifth Estate
The Fifth Estate är en thrillerfilm från 2013, regisserad av Bill Condon, om den nyhetsläckande webbplatsen Wikileaks. Filmens protagonister spelas av Benedict Cumberbatch som porträtterar grundaren Julian Assange och Daniel Brühl som dess tidigare talesman Daniel Domscheit-Berg.

## Rollista i urval
- Benedict Cumberbatch – Julian Assange
- Daniel Brühl – Daniel Domscheit-Berg
- Anthony Mackie – Sam Coulson
- David Thewlis – Nick Davies
- Moritz Bleibtreu – Marcus
- Alicia Vikander – Anke Domscheit-Berg
- Stanley Tucci – James Boswell
- Laura Linney – Sarah Shaw
- Carice van Houten – Birgitta Jónsdóttir
- Peter Capaldi – Alan Rusbridger
- Dan Stevens – Ian Katz
- Alexander Beyer – Marcel Rosenbach
- Alexander Siddig – Dr. Tarek Haliseh
- Philip Bretherton – Bill Keller
- Lydia Leonard – Alex Lang